# Nicator chloris
Nicator chloris е вид птица от семейство Nicatoridae. Видът е незастрашен от изчезване.

## Разпространение
Разпространен е в Ангола, Бенин, Камерун, Централноафриканска република, Република Конго, Демократична република Конго, Кот д'Ивоар, Екваториална Гвинея, Габон, Гамбия, Гана, Гвинея, Гвинея-Бисау, Либерия, Мали, Нигерия, Сенегал, Сиера Леоне, Южен Судан, Танзания, Того и Уганда.